# Heroi per accident
Heroi per accident (títol original: Hero) és una pel·lícula estatunidenca dirigida per Stephen Frears, estrenada l'any 1992. Ha estat doblada al català.

## Argument
Un vespre, al volant del seu cotxe, Bernie Laplante, un petit estafador sense importància i "totxo", veu un avió comercial estavellar-se davant seu; l'avió explotarà aviat, les portes estan bloquejades i els passatgers moriran si algú no intervé immediatament. Encara que no estigui animat per sentiments heroics, Bernie obre la porta i salva així els passatgers. Abandona el més ràpidament possible el lloc de l'accident, després d'haver perdut una sabata, sense que ningú hagi pogut distingir el seu rostre. L'endemà al matí, Bernie troba un sense sostre, John Bubber, a qui dona la seva segona sabata, després d'haver-li confiat la història de l'accident d'avió.
Els mitjans de comunicació busquen conèixer la identitat de l'home que ha salvat els passatgers de l'avió. Una cadena de televisió proposa un milió de dòlars al que pugui provar que és «l'àngel del vol 104». Ara bé, la sabata de Bernie ha estat trobada en el lloc de l'accident i ha pogut ser identificada com pertanyent al salvador; John Bubber, que té la segona sabata, pot fer-se passar així per «l'àngel del vol 104», rebre el milió de dòlars En lloc de Bernie i ser saludat com a heroi nacional.

## Repartiment
- Dustin Hoffman: Bernard "Bernie" Laplante
- Geena Davis: Gail Gayley
- Andy Garcia: John Bubber
- Chevy Chase: Deke
- Joan Cusack: Evelyn Laplante
- Kevin J. O'Connor: Chucky
- Stephen Tobolowsky: James Wallace
- Tom Arnold: Chick
- Maury Chaykin: Winston
- James Madio: Joey Laplante
- Susie Cusack: Donna O'Day
- Warren Berlinger: El jutge Goines
- Kevin Jackson: L'inspector Dayton
- Don Yesso: Elliot
- Cady Huffman: Leslie Sugar
- Christian Clemenson: James Conklin
- Marita Geraghty: Joan
- Richard Riehle: El patró de Bernie
- Don S. Davis: L'oficial de proves
- Daniel Baldwin: Denton, un bomber
- Edward Herrmann: M. Broadman
- James T. Callahan: El cap de la policia
- Harry Northup: M. Fletcher

## Crítica
- "Atractiva barreja de drama i comèdia ben protagonitzada i amb un guió ben desenvolupat"[3]